# چشمان تاریکی
چشمان تاریکی (به انگلیسی: The Eyes of Darkness) رمانی دلهره‌آور اثر نویسندهٔ آمریکایی دین کونتز است که در سال ۱۹۸۱ منتشر شد. داستان این کتاب دربارهٔ مادری است که می‌کوشد دریابد که آیا پسرش واقعاً یک سال پیش درگذشته‌است یا هنوز زنده است.

## دربارهٔ نویسنده
دین کونتز یکی از نویسندگان پرکار معاصر است که ۱۰۵ رمان نوشته‌است و در مجموع، ۴۵۰ میلیون نسخه از کتاب‌های او در سراسر جهان به فروش رفته‌است.

## کلیت داستان
مادری پسرش را با یک سردسته که پیش از این ۱۶ بار سفری بدون خطر به کوه داشته‌است، به سفر می‌فرستد. تا اینکه در این سفر اتفاقی می‌افتد. تک تک مسافران، سردسته و راننده بدون هیچ توضیحی می‌میرند. وقتی مادر عزادار که شخصیت اصلی داستان است، شروع به پذیرفتن مرگ پسرش می‌کند؛ پیام‌هایی در قالب حملاتی دور از انتظار دریافت می‌کند. این پیام‌ها شامل نوشته‌هایی با گچ رو تخته سیاه، پیام‌های چاپ شده در پرینتر و دیگر نشانه‌ها می‌شود. به همراه دوست جدیدش، الیوت استریکر، کریستینا ایوانز تصمیم دارد آنچه را که احتمالاً در روز «درگذشت» پسرش اتفاق افتاد را کشف کند.

## شخصیت‌ها
- کریستینا ایوانز- مادر دنی، برای مدت کوتاهی از پدر دنی جدا شده‌است.
- مایکل اوانز- پدر دنی
- الیُت استرایکر - وکیلی که قبلاً برای اطلاعات ارتش کار می‌کرده‌است. شریک زندگی و شخص مورد علاقهٔ کریستینا بود.
- دنی- پسر تینا.
- وینسنت - قاتلی که پروژهٔ پاندورا استخدام کرده‌است.
- الکساندر- رئیس پروژهٔ پاندورا

## اقتباس تلویزیونی
به گفتهٔ کونتز در مؤخره چاپ مجدد سال ۲۰۰۸، تهیه‌کننده تلویزیون لی ریچ حق این کتاب به همراه سیمای ترس , سقوط تاریکی و رمانی دیگر با عنوان نامشخص را برای مجموعه‌ای تلویزیونی بر پایهٔ آثار کونتز خریده‌است. چشمان تاریکی به آن پاول و رز شوچ، نویسنده نویسندگان جنگ داروها: فیلم کامارنا داده شد، اما آنها هرگز نتوانستند فیلمنامهٔ قابل قبولی را ارائه دهند. سرانجام، سیمای ترس تنها کتابی از این چهار کتاب بود که به فیلمی تلویزیونی تبدیل شد.

## مقایسه با کروناویروس ۲۰۱۹–۲۰۲۰
از نظر برخی، به ویژه در شبکه‌های اجتماعی، این رمان شباهت‌های زیادی با شیوع ۲۰–۲۰۱۹ کروناویروس دارد. در چاپ اصلی سال ۱۹۸۱ نام عامل عفونی گورکی -۴۰۰ بود که در روسیه ساخته شده‌است. با چاپ مجدّد در سال ۱۹۸۹، این نام به ووهان ۴۰۰ تغییر یافت. درصد مرگ و میر این بیماری ۱۰۰٪ و دورهٔ نهفتگی آن چهار ساعت است. در مقابل، از نظر برخی، با توجه به بیماری‌های واگیردار ریوی، پیش‌بینی شیوع یک نوع جدید از آن کار عجیبی نیست. به علاوه آنها بین ویژگی‌های بیماری عفونی معرفی شده در این رمان تخیلی با کووید-۱۹ تفاوت بسیاری وجود دارد.
در این کتاب، اصطلاحاً پیشبینی‌های زیاد دیگر هم وجود دارد. مثلاً نویسنده در این کتاب پیش‌بینی کرده بود که در سال ۲۰۱۵، عمل جراحی فقط با لیزر انجام می‌شود و نابینایی با نصب تراشه‌هایی در مغز درمان می‌شود.